# Embree-McLean Carriage Company
Embree-McLean Carriage Company war ein US-amerikanischer Hersteller von Automobilen.

## Unternehmensgeschichte
Das Unternehmen wurde 1889 in St. Louis in Missouri gegründet. Inhaber waren James G. Embree und Thomas M. McLean. Sie stellten Kutschen her. Im September 1909 wurde die Produktion von Automobilen angekündigt und ab November 1909 durchgeführt. Der Markenname lautete je nach Quelle entweder Embree oder Embree-McLean. Geplant waren 500 Fahrzeuge jährlich. Bereits im Juli 1910 folgte der Bankrott. Vermutlich entstanden weniger als 50 Fahrzeuge.

## Fahrzeuge
Im Angebot standen drei Modelle. Alle Fahrzeuge hatten unterschiedliche Vierzylindermotoren. Ebenso unterschieden sie sich bezüglich ihrer Fahrgestelle, da sie unterschiedliche Radstände aufwiesen.
Das kleinste Modell hatte einen Motor mit 30 PS Leistung, 267 cm Radstand und einen Aufbau als Roadster.
Das mittelgroße Modell hatte 35 PS Leistung, 295 cm Radstand und war als Tourenwagen karosseriert.
Das größte Modell hatte mit 40 PS auch den stärksten Motor. Sein Radstand von 305 cm ermöglichte eine Karosserie als Tourenwagen mit sieben Sitzen.

## Modellübersicht
| Jahr      | Modell | Zylinder | Leistung (PS) | Radstand (cm) | Aufbau               |
| --------- | ------ | -------- | ------------- | ------------- | -------------------- |
| 1909–1910 | 30 HP  | 4        | 30            | 267           | Roadster             |
| 1909–1910 | 35 HP  | 4        | 35            | 295           | Tourenwagen          |
| 1909–1910 | 40 HP  | 4        | 40            | 305           | Tourenwagen 7-sitzig |